# Kyselina isokyanatá
Kyseliny isokyanatá (chemický vzorec HNCO) je anorganickou sloučeninou objevenou roku 1830 Liebigem a Wöhlerem, je to bezbarvá kapalina, nestálá a jedovatá.

## Příprava a reakce
Kyselinu isokyanatou lze připravit protonizací kyanatanového aniontu (OCN−), například přidáním kyseliny chlorovodíkové (HCl) do roztoku kyanatanu draselného (KOCN). V takto připravené kyselině isokyanaté je v množství okolo 3 % přítomna pravděpodobně kyselina kyanatá (HOCN), nelze ji ovšem izolovat (viz níže).
H+ + OCN− → HNCO
HNCO lze také připravit vysokoteplotním rozkladem kyseliny kyanurové , která vzniká při stání koncentrovaných roztoků kyseliny isokyanaté. Je to její trimer.
C3H3N3O3 -t→ 3 HNCO
Kyselina isokyanatá ve vodě pomalu hydrolyzuje za vzniku oxidu uhličitého (CO2) a čpavku (NH3).
HNCO + H2O → CO2 + NH3
S aminy reaguje za vzniku karbamidů a reakce se nazývá karbamylace.
HNCO + RNH2 → RNHC(O)NH2.

## Izomery: kyselina kyanatá a fulminová
Nízkoteplotní fotolýzou pevných látek obsahujících HNCO byla prokázána existence H-O-C≡N známé jako kyselina kyanatá, která je tautomerem kyseliny isokyanaté. Čistá kyselina kyanatá nebyla izolována a kyselina izokyanatá v jejich směsi výrazně převažuje ve všech rozpouštědlech. Je proto potřeba dávat pozor, protože v některých příručkách se vyskytují údaje pro kyselinou kyanatou, ale ve skutečnosti jde o kyselinu isokyanatou.
Kyanatá a isokyanatá kyselina jsou izomery kyseliny fulminové (H-C=N-O), která však není nijak zvlášť stabilní.